# 彼得里尼亞

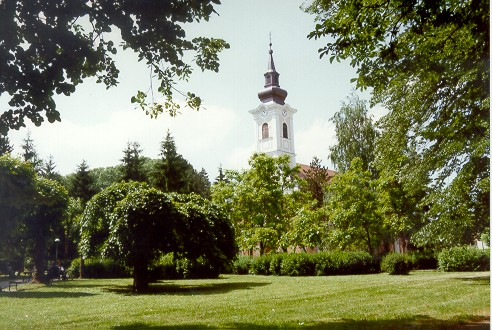

彼得里尼亞（塞爾維亞-克羅埃西亞語發音：[pětriːɲa]）是克羅地亞的城鎮，位於該國中部，距離錫薩克10公里，由錫薩克-莫斯拉維納縣負責管轄，面積41.64平方公里，海拔高度106米，2001年人口23,413。

## 外部連結
- Official web site of Petrinja （页面存档备份，存于）
- Petrinja.net (in Croatian) （页面存档备份，存于）
- Petrinja Online (in Croatian) （页面存档备份，存于）
- Petrinja Tourist Office

45°26′N 16°17′E / 45.433°N 16.283°E